# Stilbocrea dussii
Stilbocrea dussii är en svampart som beskrevs av Pat. 1900. Stilbocrea dussii ingår i släktet Stilbocrea och familjen Bionectriaceae.   Inga underarter finns listade i Catalogue of Life.